# Iwan Rheon
Iwan Rheon (Cardiff, 13 de maio de 1985) é um ator, compositor e cantor galês. Mais conhecido por seu papel de protagonista na série de ficção científica Misfits como Simon Bellamy, Ramsay Bolton na série Game of Thrones da HBO e Maximus Boltagon em Inumanos.

## Vida pessoal
Filho de Einir e Tomos Rheon e irmão mais novo de Aled Rheon, Iwan nasceu em Carmarthen. Aos cinco anos, mudou-se para Cardiff, uma cidade do País de Gales. Iwan estudou na Ysgol Gyfun Gymraeg Glantaf e formou-se na London Academy of Music and Dramatic Art (LAMDA). Iwan é bilíngue, fluente em galês e inglês.

## Carreira

### Como ator
Começou a atuar aos 17 anos, quando participou de peças de teatro na escola e fez sua estreia televisiva em 2009, interpretando Simon na série britânica Misfits, que é descrita pela 247 Magazine como "uma mistura de Skins e Heroes." Seu primeiro passo notável foi quando juntou-se ao teatro de Liverpool, Royal Court Theatre, e encenou na peça Eight Miles High. Mais tarde, ainda em 2008, foi escalado para interpretar Moritz Stiefel na produção londrina do musical de rock, Spring Awakening. Iwan começou a interpretar Moritz em Janeiro de 2009, no Hammersmith Lyric, e continuou quando o show foi transferido para o Novello Theatre, até que se encerrou em maio de 2009, cinco meses antes do planejado. Ganhou o prêmio de Melhor Ator Coadjuvante em um Musical no What's On Stage Award. Atualmente, Iwan interpreta o personagem Ramsay Bolton na série da HBO Game of Thrones, em 2016, durante a sexta temporada e a série Vicious ao lado de Ian McKellen e Derek Jacobi.

### Como músico
Começou a cantar e a compor aos 16 anos. Foi vocalista da banda The Convictions, mas teve de deixar a banda para seguir sua carreira de ator. Em 2010, gravou seu primeiro trabalho solo, Tongue Tied EP, na RAK Studios em Londres, produzido por Jonathan Quarmby e Kevin Bacon. O EP foi lançado em Junho de 2010, contendo 4 faixas. Em Abril de 2011, Iwan voltou a RAK Studios para gravar seu segundo EP, Changing Times, novamente produzido por Jonathan Quarmby e Kevin Bacon, com três músicos de apoio. Changing Times foi lançado em 10 de outubro de 2011. Em 26 de janeiro  2015, Iwan Rheon lançou seu primeiro álbum. Intitulado "Dinard", o álbum contém 11 faixas de sua autoria.

## Filmografia
| Ano       | Título                               | Papel                     | Notas          |
| --------- | ------------------------------------ | ------------------------- | -------------- |
| 2004      | Pobol y Cwm                          | Macsen White              | 1 episódio     |
|           | Caerdydd                             | Daniel                    | 7 episódios    |
| 2009-2011 | Misfits                              | Simon Bellamy             | TV             |
| 2010      | Friday Night with Jonathan Ross      | ele mesmo                 | talk show      |
| 2010      | Coming Up                            | Luka                      | 1 episódio     |
| 2010      | Grandma's House                      | Ben Theodore              | 1 episódio     |
| 2011      | Secret Diary of a Call Girl          | Lewis                     | 1 episódio     |
| 2011      | Resistance                           | George                    |                |
| 2011      | Wild Bill                            | Pill                      |                |
| 2012      | Wasteland                            | Dempsey                   |                |
| 2012      | Boys on Film 8: Cruel Britannia      | Luka                      |                |
| 2012      | The Back of Beyond                   | Petesy                    | Curta Metragem |
| 2012      | The Rise                             | Dempsey                   |                |
| 2013      | Libertador                           | Daniel O'Leary            |                |
| 2013-2016 | Game of Thrones                      | Ramsay Snow/Ramsay Bolton |                |
| 2013      | Vicious                              | Ash                       | TV             |
| 2014      | Our Girl                             | Smurf                     | 5 episódios    |
| 2015      | Residue                              | Jonas Flack               | 3 episódios    |
| 2015      | Charlotte's Song                     | Randall                   |                |
| 2017      | Urban Myths                          | Adolf Hitler              | 1 episódio     |
| 2017      | Sum1                                 | S.U.M.1                   |                |
| 2017      | Riviera                              | Adam Clios                | 10 episódios   |
| 2017      | Daisy Winters                        | Doug                      |                |
| 2017      | Inhumans                             | Maximus                   | Série de TV    |
| 2019      | The Dirt – Confissões do Mötley Crüe | Mick Mars                 | Filme de TV    |

## Discografia
- 2010 - Tongue Tied EP
- 2011 - Changing Times EP
- 2012 - Bang! Bang! EP
- 2015 - Dinard